# Lanao del Norte

Lage von Lanao del Norte

Lanao del Norte ist eine Provinz der Philippinen im Nordwesten der Insel Mindanao.
Lanao del Norte gehört zum Bezirk X Northern Mindanao.
Die Hauptstadt ist das im Nordwesten der Provinz gelegene Tubod.
Der Gouverneur der Provinz heißt Mohammad Khalid Q. Dimaporo.

## Geographie
Die Provinz grenzt im Süden an die Provinz Lanao del Sur, im Westen an Zamboanga del Sur, im Nordosten an Misamis Oriental und im Osten an die Provinz Bukidnon. Weiterhin trennt die Bucht von Iligan, genauer deren Ausläufer, die Bucht von Panguil, die Provinz von Misamis Occidental.
Lanao del Norte hat über die Bucht von Iligan Zugang sowohl zur Mindanaosee im Norden als auch im Süden über die Bucht von Illana zum Golf von Moro. Der wasserreichste Fluss der Provinz ist der Agus. Er hat seinen Ursprung im Lanao-See. Die Provinz hat eine Fläche von 3.092 km².

## Demographie und Sprache
Nach der Volkszählung aus dem Jahr 2007 hat Lanao del Norte eine Einwohnerzahl von 836.329 Menschen, was die Provinz an die 30. Stelle der Bevölkerungsstatistik der Philippinen setzt.
Im Durchschnitt kommen 270,5 Menschen auf einen km². Dies bedeutet in dieser Kategorie den 31. Platz.
Das Verhältnis zwischen Christen und Muslimen beträgt etwa 60:40 zugunsten der christlichen Bevölkerungsgruppe.
Die Maranos sind ein malaiisch-arabischer Volksstamm, der sich lange vor der Ankunft der Spanier in diesem Gebiet angesiedelt hatte. Sie zeichnen sich durch eine eigenständig gebliebene Kultur aus, die ihnen eine gewisse Einzigartigkeit verleiht. Ihre Kultur zeigt sich in Sprache, Brauchtum, Religion, sozialem Zusammenleben, Kleidung, Musik und anderen Charaktereigenschaften, die diese Provinz von anderen Provinzen der Philippinen unterscheiden.
Der am häufigsten verwendete Sprache ist Cebuano, aber auch Englisch und Filipino werden gesprochen und verstanden. Die einheimischen Muslime verwenden hingegen die Sprache Marano.

## Wirtschaft
Hauptwirtschaftszweig ist die Landwirtschaft und die Fischerei. Neben der Erzeugung von Reis, Mais, Kokosnüssen, Bananen und den verschiedensten Arten von Früchten und Gemüse dienen vor allem Fischereiprodukte, hauptsächlich Meeresfrüchte wie Schrimps, Krabben und Muscheln, der wirtschaftlichen Verwertung, aber auch Holz und Holzprodukte werden erzeugt und vertrieben.
Daneben sind Keramiken, Möbel und Messingwaren industrielle Produkte der Provinz.

## Verwaltungsgliederung
Die Provinz Lanao del Norte unterteilt sich in 22 eigenständig verwaltete Gemeinden und eine Stadt. Die Gemeinden wiederum sind in insgesamt 506 Baranggays (Ortsteile) untergliedert. Die Provinz wird in zwei Kongress Distrikte aufgeteilt.

### Stadt
- Iligan City

### Gemeinden
| - Bacolod - Baloi - Baroy - Kapatagan - Kauswagan - Kolambugan - Lala - Linamon - Magsaysay - Maigo - Matungao | - Munai - Nunungan - Pantao Ragat - Pantar - Poona Piagapo - Salvador - Sapad - Sultan Naga Dimaporo (Karomatan) - Tagoloan - Tangcal - Tubod |

## Klima
Lanao del Norte liegt außerhalb der Taifungürtels, der den nördlichen Teil der Philippinen streift. Es gibt keine Jahreszeiten; das Klima ist tropisch warm bei einer Durchschnittstemperatur von 27 °C. Die durchschnittliche Niederschlagsmenge beträgt 1.529 mm.

## Geschichte
Der Name Lanao leitet sich von dem Wort Ranao aus dem Dialekt Maranao ab, was so viel bedeutet wie Seebewohner. Damit sind die Ureinwohner der Gegend gemeint, die das Land rund um den Lanao-See besiedelten, der sich im Zentrum der heutigen Provinz Lanao del Sur befindet. Diese gehörte ursprünglich zusammen mit Lanao del Norte zu einer großen Provinz Lanao.
Der malaiisch-arabische Volksstamm der Maranos siedelte sich, aus Süden kommend, lange vor der Ankunft der Spanier in dem Gebiet an. Trotz vieler Versuche der Spanier, die Maranos zu christianisieren, blieben sie ihrer Religion und Tradition bis heute treu. Auch alle gewalttätigen Versuche einer Vertreibung der Muslime und einer nachhaltigen Besiedelung der Gegend konnte die spanischen Kolonialmacht nicht durchsetzen.
Am 4. Juli 1959 wurde mit dem Republic Act Nr. 2228 die ehemalige Provinz Lanao in die Provinzen Lanao del Norte und Lanao del Sur geteilt. Zu dieser Zeit wurde Iligan City zur Hauptstadt von Lanao del Norte ernannt.
Am 24. Juni 1982 wurde der Sitz der Provinzverwaltung in die Verwaltungsgemeinde Tubod verlegt, die bis heute den Regierungssitz der Provinz innehat.

## Sehenswürdigkeiten
- Die Tinago-Wasserfälle in der Gemeinde Linamon
- Die Limunsudan-Wasserfälle bei Iligan City
- Die Pagayawan-Fälle in der Gemeinde Bacolod
- Die María-Cristina-Wasserfälle bei Iligan City
- Cathedral-Fälle und die Santa-Cruz-Wasserfälle in Kapatagan
- Lidpa Subterranean River
- Pikalawag Public Beach
- der Mount Inayawan Range Natural Park